# Efekt Crabtree
Efekt Crabtree – zjawisko związane z metabolizmem drożdży polegające na produkcji etanolu (fermentacji) w warunkach tlenowych, przy wysokim stężeniu glukozy.
W warunkach tlenowych korzystniejszy energetycznie od fermentacji jest konkurencyjny proces – cykl Krebsa (kolejny po glikolizie etap oddychania tlenowego). W przypadku niskiego stężenia glukozy i innych substancji odżywczych zachodzi efekt Pasteura, w którym obecność tlenu hamuje fermentację. Jednakże u drożdży Crabtree-pozytywnych, przy wystarczającym poziomie cukrów, może zachodzić fermentacja. Jeśli poziom cukrów jest wysoki i obecny jest tlen, pozyskiwanie energii na drodze fermentacji nazywane jest efektem Crabtree.
Ta metaboliczna cecha pojawiła się wraz z roślinami owocowymi o wysokim stężeniu cukrów. Cukry są preferowanym pożywieniem dla wielu mikroorganizmów, dlatego kiedy dojrzewa owoc, rozpoczyna się między nimi zaciekła konkurencja. Zazwyczaj drożdże stają się w tych niszach organizmami dominującymi, wśród nich najczęściej Crabtree-pozytywne Saccharomyces cerevisiae, Dekkera bruxellensis i Schizosaccharomyces pombe. Dzięki efektowi Crabtree, drożdże te mogą w tych warunkach produkować etanol o właściwościach toksycznych dla innych mikroorganizmów kosztem produkcji swojej biomasy. Nadmiar etanolu mogą one konsumować zanim stanie się dla nich samych toksyczny. W tym procesie bierze udział dehydrogenaza alkoholowa, tworząc aldehyd octowy, który ostatecznie przekształcany jest do acetylo-CoA (z udziałem ATP) i wykorzystywany w cyklu Krebsa.